# Klaus Schwabe (historien)
Pour les articles homonymes, voir Schwabe.
Ne doit pas être confondu avec Klaus Schwabe (sculpteur).
Klaus Schwabe (né le 23 mars 1932 à Berlin) est un historien allemand. De 1980 jusqu'à sa retraite en 1997, il est professeur titulaire d'histoire moderne à l'Université RWTH d'Aix-la-Chapelle. Schwabe s'intéresse en particulier aux relations germano-américaines et à l'unification européenne.

## Biographie
Klaus Schwabe étudie à l'Université de Fribourg-en-Brisgau, où il obtient son doctorat en 1958 sous la direction de Gerhard Ritter. Il s'habilite auprès d'Erich Hassinger (de), également à Fribourg, en 1969 pour l'histoire moderne et contemporaine, en particulier l'histoire américaine. Il reçoit son premier poste de professeur titulaire en 1972 à l'Université de Francfort. En 1980, il devient professeur titulaire à l'Université RWTH d'Aix-la-Chapelle. En 1992, il est nommé professeur Jean-Monnet et est émérite depuis 1997. Son successeur de chaire à Aix-la-Chapelle est Armin Heinen (de).
Schwabe fait des recherches sur les relations germano-américaines, la politique étrangère américaine et l'unification européenne (en particulier Robert Schuman, Jean Monnet). Les « enchevêtrements » des professeurs d'université dans l'histoire contemporaine sont à plusieurs reprises son sujet de recherche (professeurs universitaires allemands pendant la Première Guerre mondiale, Gerhard Ritter, Hans Ernst Schneider). En 2005, Eberhard Kolb qualifie son édition Quellen zum Friedensschluß von Versailles, publiée en 1997, de « meilleur recueil de sources existant actuellement » sur ces négociations.
Schwabe était ou est membre de la Commission historique prussienne, de la Société Ranke (de), du Groupe de liaison des historiens auprès de l'UE, de l'Association d'études allemandes (de), de la Société des historiens des relations étrangères américaines, de l'Union des historiens allemands, de la Société américaine d'histoire, du comité franco-allemand pour l'étude de l'histoire allemande et française des XIXe et XXe siècles, du comité allemand pour l'histoire de la Seconde Guerre mondiale et de la Société allemande d'études américaines.

## Travaux (sélection)
monographies
- Wissenschaft und Kriegsmoral. Die deutschen Hochschullehrer und die politischen Grundfragen des Ersten Weltkrieges. Verlag Musterschmidt, Göttingen 1969 (zugl. Dissertation, Universität Freiburg/B.).
- Deutsche Revolution und Wilson-Frieden. Die amerikanische und deutsche Friedensstrategie zwischen Ideologie und Machtpolitik 1918/19. Droste Verlag, Düsseldorf 1972,  (ISBN 3-7700-0219-9) (zugl. Habilitationsschrift, Universität Freiburg/B.).
  - englische Neubearbeitung: Woodrow Wilson, Revolutionary Germany, and Peacemaking 1918/1919. Missionary Diplomacy and the Realities of Power. University Press, Chapel Hill 1985,  (ISBN 0-8078-9773-6).
- Woodrow Wilson. Ein Staatsmann zwischen Puritanertum und Liberalismus (= Persönlichkeit und Geschichte. Bd. 62). Verlag Musterschmidt, Göttingen 1972,  (ISBN 3-7881-0062-1).
- Weltmacht und Weltordnung. Amerikanische Außenpolitik von 1898 bis zur Gegenwart. Eine Jahrhundertgeschichte. 3. aktual. Aufl., Schöningh, Paderborn 2011,  (ISBN 978-3-506-74783-9) (EA Paderborn 2006).
- Jean Monnet. Frankreich, die Deutschen und die Einigung Europas (= Veröffentlichungen der Historiker-Verbindungsgruppe bei der Kommission der EG). Nomos, Baden-Baden 2016,  (ISBN 978-3-8487-3385-9).

rédactions
- Die Anfänge des Schuman-Plans 1950/51. Beiträge des Kolloquiums in Aachen, 28.–30. Mai 1986. Nomos VG, Baden-Baden 1988,  (ISBN 3-7890-1543-1).
- Konrad Adenauer und Frankreich 1949–1963. Stand und Perspektiven der Forschung zu den deutsch-französischen Beziehungen in Politik, Wirtschaft und Kultur (= Rhöndorfer Gespräche, Bd. 21). Bouvier Verlag, Bonn 2005,  (ISBN 3-416-03075-3).